# Freedom ~JAM Project Best Collection II~
Freedom ~JAM Project Best Collection II~ é o terceiro álbum do JAM Project e a segunda coletânea. Como é de praxe das suas várias "Best Collections", esta é uma coletânea que contém músicas que o grupo fez para animes, tokusatsu e jogos eletrônicos. Foi lançado em 3 de setembro de 2003 pela Lantis e possui 15 faixas.

## Produção
Este disco foi feito com uma nova formação, já que Ichiro Mizuki e Eizo Sakamoto haviam saído, e Hiroshi Kitadani, Masami Okui e Yoshiki Fukuyama tinham se juntado a banda.

## Recepção
Sobre o álbum, o CD Journal escreveu que "seus integrantes são cobiçados pela indústria de animes e hard rock. O álbum é uma explosão de hard rock melódico com sabor orquestral."

## Faixas[6]
| N.º            | Título                               | Letras                    | Música                        | Usada em:                       | Duração |  |
| 1.             | "SKILL ~Album ver.~"                 | Hironobu Kageyama         | Kenichi Sudo e Yohgo Kohno    | 2nd Super Robot Wars Alpha      | 6:23    |  |
| 2.             | "Nageki no Rozario"                  | H. Kageyama               | H. Kageyama e K. Sudo         | Gravion                         | 3:36    |  |
| 3.             | "Little Wing"                        | H. Kageyama e Masami Okui | H. Kageyama e Y. Kohno        | Scrapped Princess               | 4:40    |  |
| 4.             | "FREEDOM"                            | H. Kageyama               | Y. Kohno                      |                                 | 4:50    |  |
| 5.             | "Gasshin! God Gravion"               | H. Kageyama               | H. Kageyama e K. Sudo         | Gravion                         | 3:50    |  |
| 6.             | "Go Go Rescue"                       | H. Kageyama               | H. Kageyama e Y. Kohno        | Shutsugeki! Machine Robo Rescue | 3:39    |  |
| 7.             | "In the Chaos"                       | M. Okui                   | Y. Kohno                      | Galaxy Angel A                  | 3:39    |  |
| 8.             | "GET UP CRUSH FIGHTER!"              | H. Kageyama               | H. Kageyama e Y. Kohno        |                                 | 3:58    |  |
| 9.             | "DEPARTURE"                          | H. Kageyama               | H. Kageyama e Y. Kohno        | Super Robot Wars Impact         | 5:15    |  |
| 10.            | "Alright now! 〜movie Re-mix ver.〜" | H. Kageyama               | K. Sudo e Yoshichika Kuriyama | Gekito! Crush Gear Turbo        | 5:07    |  |
| 11.            | "March of Rescue Hero"               | H. Kageyama               | H. Kageyama e K. Sudo         | Shutsugeki! Machine Robo Rescue | 4:34    |  |
| 12.            | "Kaze no Eagle"                      | H. Kageyama               | Y. Kohno                      | Gekito! Crush Gear Turbo        | 3:56    |  |
| 13.            | "GO!!"                               | H. Kageyama               | Y. Kohno                      | Super Robot Wars Impact         | 5:13    |  |
| 14.            | "FOREVER & EVER"                     | H. Kageyama               | Y. Kohno                      | 2nd Super Robot Wars            | 5:57    |  |
| 15.            | "Days~Bokura no Mirai~"              | Hitomi Mieno              | H. Kageyama e K. Sudo         |                                 | 7:30    |  |
| Duração total: | Duração total:                       | Duração total:            | Duração total:                | Duração total:                  | 73:31   |  |

## Integrantes
Hironobu Kageyama
Masaaki Endoh
Rica Matsumoto
Hiroshi Kitadani
Yoshiki Fukuyama
Masami Okui

## Ligações Externas
Página do álbum no site oficial do JAM Project
Página do álbum no site oficial da Lantis